# Architekten Pfeifer und Großmann

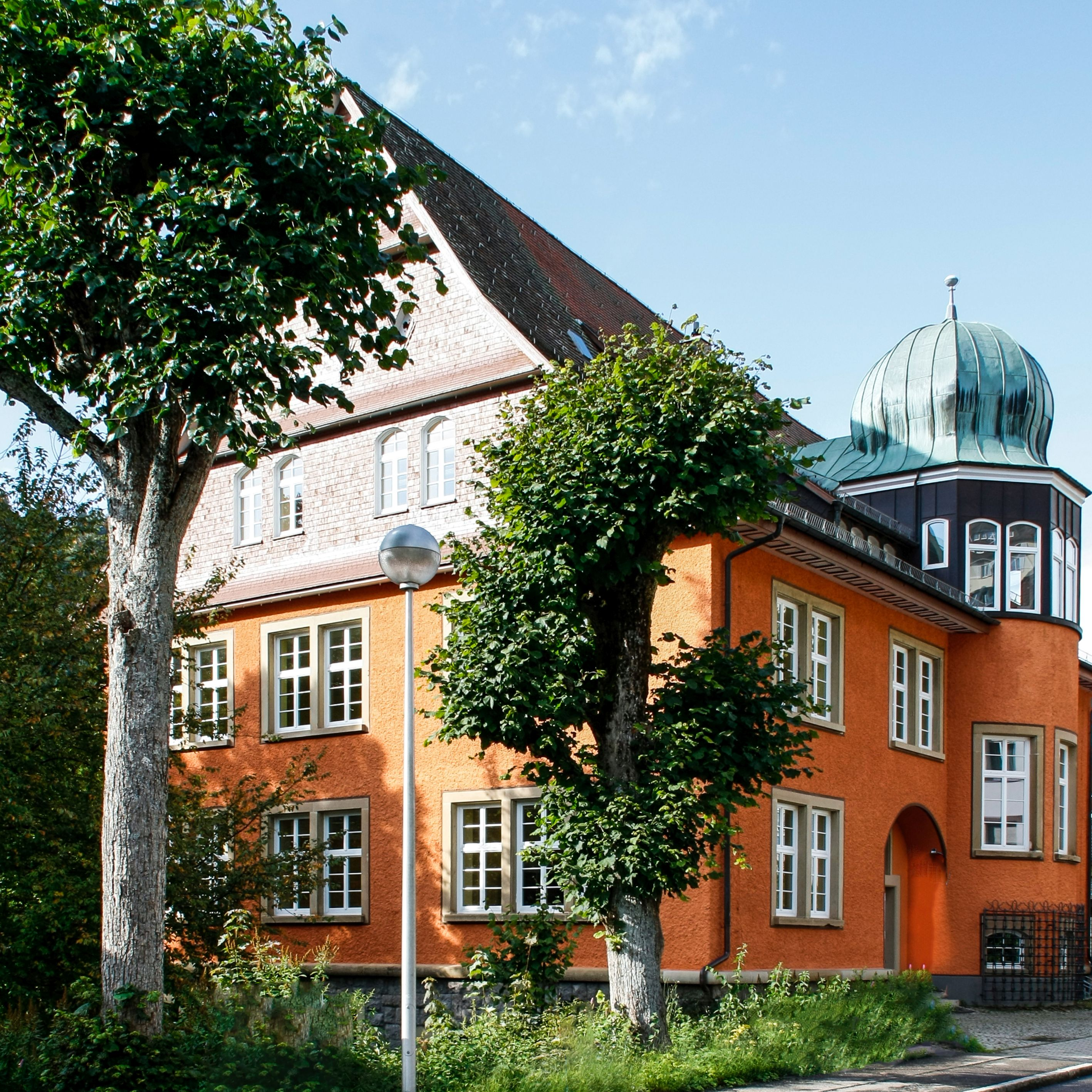
Schulgebäude in Triberg

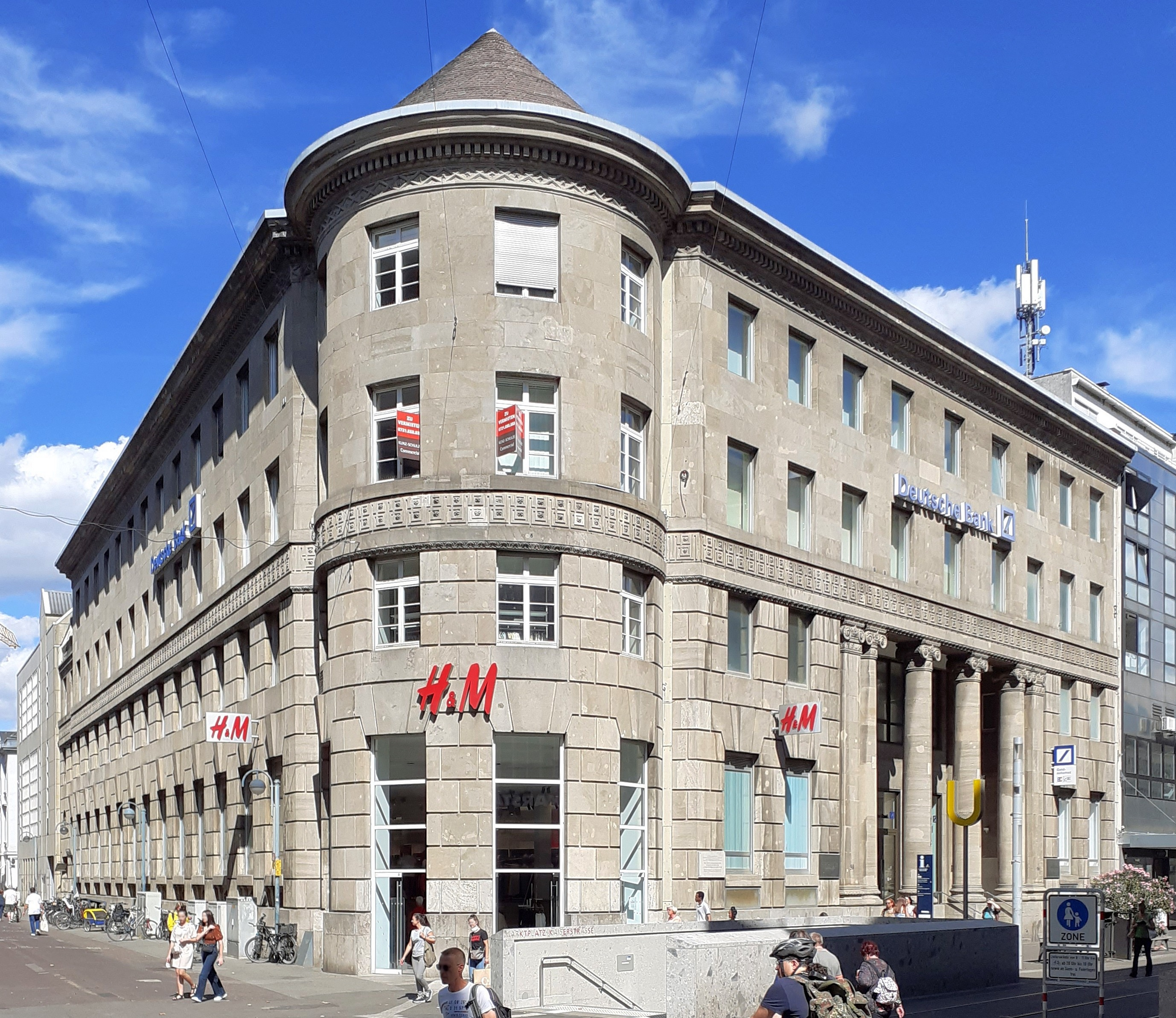
Bank in der Karlsruher Kaiserstraße

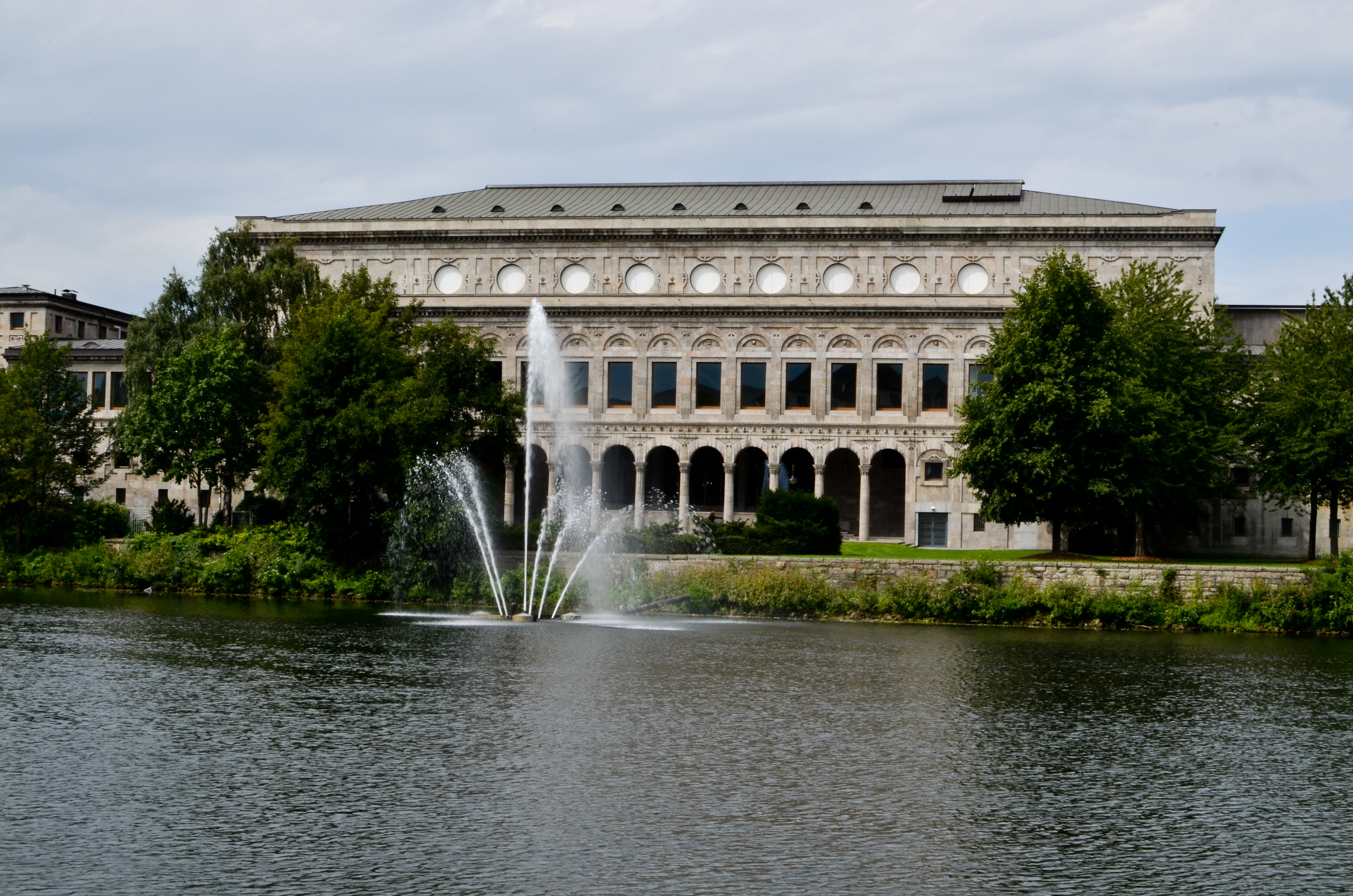
Stadthalle in Mülheim an der Ruhr

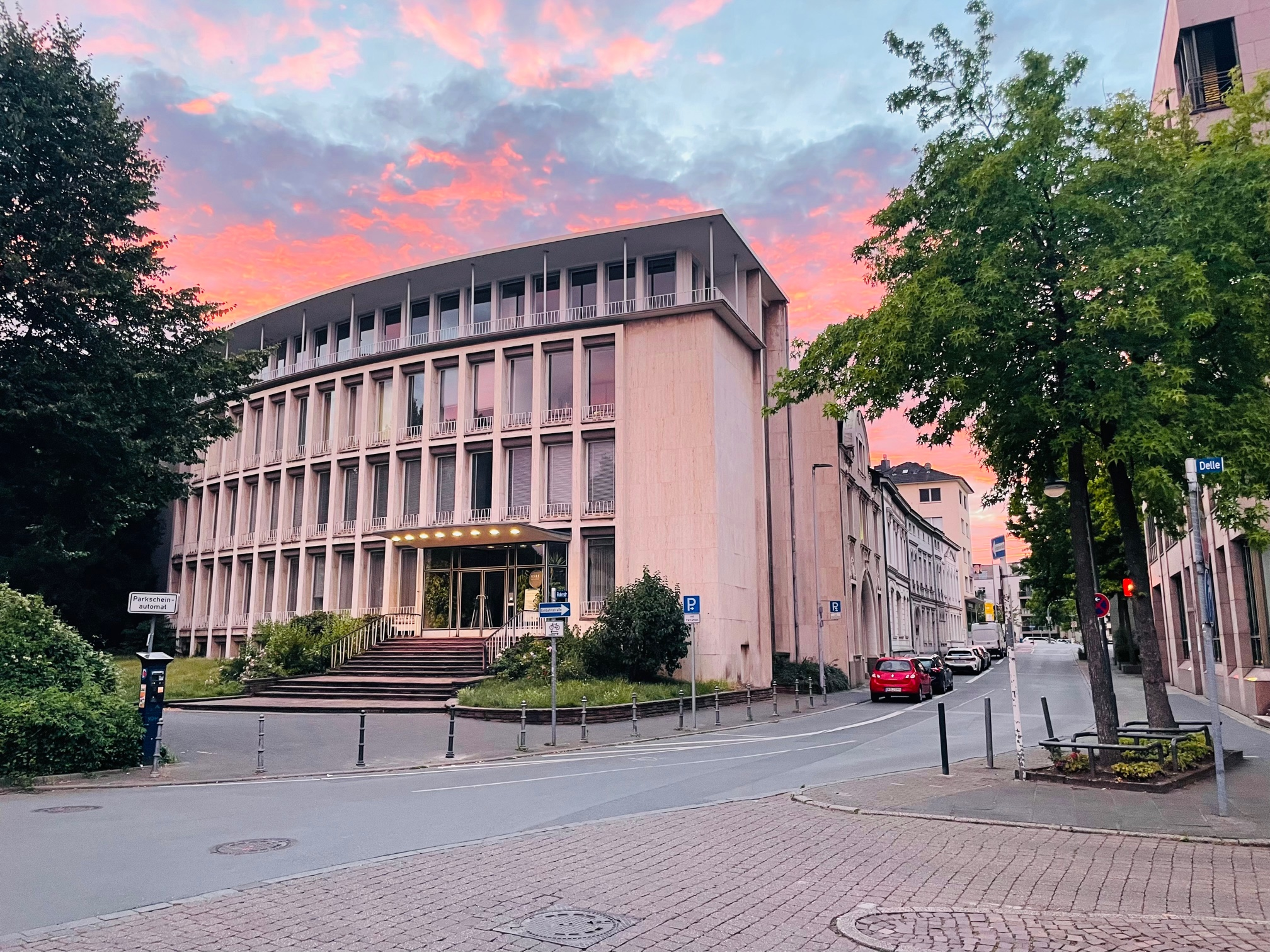
Ensemble Verwaltungsanbau an die Villa Artis in Mülheim an der Ruhr

Das Architekturbüro Pfeifer und Großmann war eine Sozietät der Architekten Arthur Pfeifer (1878–1962) und Hans Großmann (1879–1949). Es wurde im Jahr 1905 als „Atelier für Baukunst, Gartenbau und Kunstgewerbe“ in Karlsruhe gegründet und bestand bis circa 1950. Wegen der zahlreichen bedeutenden Aufträge in Mülheim an der Ruhr wurde im November 1918 dort eine Zweigniederlassung gegründet, die Hans Großmann leitete.

## Bauten (Auswahl)
- 1907–1908: Schulgebäude für die Höhere Bürgerschule in Triberg im Schwarzwald, Bergstraße (heute „Altbau“ des Schwarzwald-Gymnasiums)[1]
- 1908: Gebäude der Großherzoglichen Majolika-Manufaktur in Karlsruhe[2]
- 1909: Eingangspavillon am Solbad Raffelberg in Mülheim an der Ruhr
- 1911–1915: Rathaus in Mülheim an der Ruhr
- 1914–1915: Wohn- und Geschäftshaus Waldstraße 63 in Karlsruhe
- 1921–1923: Siedlung Saarnberg in Mülheim an der Ruhr, Saarnberg 16–58, 15–47 / Dennekamp 1–15 / Am Bühl 5–67, 6–70 / Stallmanns Hof 1–19, 8–24 (Erweiterung in den 1930er-Jahren)
- 1921: Wohnblock in Karlsruhe, Hölderlinstraße 1a, 1, 3, 5 / Karl-Wilhelm-Straße 3–23 / Parkstraße 30–68[3]
- 1922–1925: Stadthalle in Mülheim an der Ruhr (kriegszerstörte Innenarchitektur von Emil Fahrenkamp)
- 1922: Verwaltungsgebäude der Lederfabrik Lindgens in Mülheim an der Ruhr[4]
- 1922–1924: Bankgebäude in Karlsruhe, Kaiserstraße 90[5]
- 1923–1926: Wasserkraftwerk Raffelberg in Mülheim an der Ruhr
- 1924–1925: Wasserkraftwerk Kahlenberg in Mülheim an der Ruhr
- 1925–1926: Wohnheim „Klarahaus“ in Mülheim an der Ruhr
- 1925–1927: Hotel „Duisburger Hof“ in Duisburg[6]
- 1926: Verwaltungsgebäude für die Rheinisch-Westfälische Wasserwerksgesellschaft in Mülheim an der Ruhr
- 1927: Wasserbahnhof in Mülheim an der Ruhr
- 1927: Florabrücke in Mülheim an der Ruhr
- 1927–1928: Wohnhaus für Karl Hochheimer in Gelsenkirchen-Buer
- 1927–1929: evangelisches Gemeindehaus „Altenhof“ in Mülheim an der Ruhr
- 1928–1929: Hörsaalbau des Kaiser-Wilhelm-Instituts für Kohlenforschung in Mülheim an der Ruhr
- 1929: Haus des jüdischen Männer- und Jünglingsverein „Nathanael“ e. V. in Mülheim an der Ruhr
- nach 1929: Rückpumpwerk Kahlenberg in Mülheim an der Ruhr
- 1930–1931: Büro- und Geschäftshaus Lewin in Mülheim an der Ruhr
- vor 1931: Wohnhaus für den Arzt Reckendorf in Herne
- 1954: Verwaltungsgebäude der Gesellschaft für Stromwirtschaft und Umbau der benachbarten Villa Schmitz-Scholl in der Ruhrtalstadt Mülheim